# Justicia parabolica
Justicia parabolica är en akantusväxtart som beskrevs av Profice. Justicia parabolica ingår i släktet Justicia och familjen akantusväxter. Inga underarter finns listade i Catalogue of Life.